# Krzysztof Jutrzenka
Krzysztof Jutrzenka (ur. 14 marca 1974 w Zielonej Górze) – polski piłkarz grający na pozycji pomocnika.
Grał w Lechii Zielona Góra, Dyskobolii Grodzisk Wielkopolski, Lechu Poznań, KP Konin, a także w Pogoni Świebodzin.